# 한창제지
한창제지는 산업포장재인 백판지의 제조 및 도매를 주요 사업으로 하는 코스피 상장 기업이다. 한창제지의 매출구성은 백판지 94%, 기타 종이류 6%로 이루어진다.

## 사업
백판지는 식품, 의약품, 화장품, 의류, 신발 등의 포장에 사용되는 산업재이다. 백판지 산업은 경기 변동의 영향을 받으며 올림픽 등 큰 이벤트에 영향을 받는 특성이 있다. 또한 제조원가 중에서 원재료비 비중이 매우 커, 수익구조가 펄프가격에 연동되며 환율, 유가 등의 변수에도 큰 영향을 받는다. 수익이 큰 사업은 아니지만 지속적으로 영업이익 흑자를 내 온 기업이다.

## 테마주
한창제지는 주가가 저평가되어 동전주 상태로, 2015년 들어 증시에서 대형주의 인기가 꺾이고 소형주 및 동전주의 열풍이 불자 실적과는 별개로 동전주 테마주들을 따라 주가가 크게 오른 일이 있다.

## 사건・사고
한창제지를 비롯한 주요 백판지 업체는 2013년 가격담합으로 공정거래위원회에 적발되어 거액의 과징금이 부과된 일이 있다.

## 같이 보기
- 동전주
- 동전주 테마
- 테마주